# Parolulis renalis
Parolulis renalis là một loài bướm đêm trong họ Noctuidae.